# Галатия
Галатия или Галация (на старогръцки: Γαλατία; на латински: Galatia) е историко-географска област на Анадолското плато с центрове Гордион и Анкира, населявана от келти. Приблизително съответства на днешните турски провинции Анкара, Чорум и Йозгат. Названието е свързано с галите и се запазва през елинизма, римско и византийско време. Изворовата база за областта е оскъдна и се състои предимно от открити случайно материали.

## Произход
През втората половина на I хил. пр.н.е., когато тракийската култура преживява своя най-голям разцвет, а на юг се развива древногръцката цивилизация, на Балканите се появява чужд в етническо и културно отношение народ – келтите. Те пристигат от Тракия по време на галското нашествие през III век пр.н.е.
Водени от Леонарий и Лутарий, около 20 хил. войници мигрират от долината на Дунав и заемат площ от около 40 хиляди квадратни километра по средното течение на река Халис в Мала Азия. Появата им може би е следствие от гражданската война на диадохите, приключила с битката на слоновете при Ипсос. В по-късната литература тези завоеватели са наричани галати, или галогърци. В новата си родина те запазват културата си и племенното си деление на три племена, но са политически единни. Западната част на Галатия заемат толистобоите – горното течение на Сангариос; централната, или земите по левия бряг на Халис – тектосагите, а източно, по десния бряг на реката – трокмите. През земите, заети от галатите, минават важни търговски пътища, свързващи Изтока с йонийските градове и Балканския полуостров. След като заемат земите по средното течение на Халис, галатите не изтласкват местното фригийско население от селищата му, а създават своя селищна мрежа сред тях. Такива случаи са известни и в европейската история (напр. германите в Галия в I век пр.н.е.).

## Бит
Галатите обитават селища с военен или полувоенен характер. Ливий говори за главния лагер на тектосагите, разположен на около 25 хил. крачки от Анкира, може би специално построен с оглед нашествията на римските легиони. До завземането на тези земи от римляните галатите не живеят в съществуващите на тяхна територия градове, като Песинунт или Лагания. Според Страбон племенните вождове обитават укрепени селища, разположени високо в планините. Едновременно с това има данни, че селище като Тавиум, седалището на трокмите (разположен в дн. вилает Йозгат), е оживен търговски и занаятчийски център.
В Галатия галатите представляват елитна военна аристокрация, подчинила местното население – фриги. Занимаващите се със земеделие и скотовъдство фриги са продоволствените доставчици на галатите. Богатство се извлича от данъците и откупите, изземвани от съседните градове и народности, както и от плячката от непрестанно водените войни. Галати се срещат често и като наемници в армиите на елинистическите владетели. Въпреки данните че в Тавиум са почели с колосална статуя Юпитер, се счита, че до римското завоевание през 64 пр.н.е. галатите запазват своите обществени и религиозни институции и обичаи, които са идентични с описаните за келтите от Централна и Западна Европа.

## Наследство
Известен е един гроб с фибула латенски тип, паница и други фрагменти латенска керамика, намерени в елинистическите пластове на Гордион, с. Богазкьой, с. Алищар Хуюк (дн. Турция). Освен тези материали, отнасящи се към II–I век пр.н.е., на територията на Мала Азия са открити предимно като случайни находки няколко фибули латенски тип, наколенник, бронзови и стъклени гривни. Значителна информация за вида на келтите и тяхната материална култура предоставят скулптурните изображения от елинистическата епоха от този район (напр. олтарът от Пергамон).
Келтите никога не преминават стадия на племенната организация и само в периферията на келтския свят се срещат държавни или парадържавни форми, каквато е Галатия.
Християнският учен Йероним Блажени около 380 г. съобщава за свои наблюдения за сходства в езиците, говорени около Анкира и Трир, което може да бъде обяснено с келтската традиция на двете така отдалечени места.

## Римска провинция
Галатия по времето на Траян около 117 г. запазва подразделението си на териториите на трите големи племена, населяващи района.

## Списък на царете на цяла Галация
- Дейотар Ромеофил (44 – 40 пр.н.е.);
- Кастор (40 – 36 пр.н.е.);
- Аминтас (36 – 25 пр.н.е.).

## Галерия
- Римската провинция Галация
- Римските провинции по време на Траян 117 г.
- Галатейско блюдо
- Аминтас Галатейски
- Умиращият гал